# Ürmös Péter (grafikus)
Ürmös Péter (Pápa, 1956. május 24. –) magyar grafikus, tanár, Ürmös Péter festő unokája, Ürmös Lóránt újságíró testvére.

## Élete
Dr. Ürmös László jogász és Huszár Ilona gyermekeként született. Tanulmányait 1978-ban végezte a Tanárképző Főiskolán, Pécsett. Tanárai voltak: Bérces Gábor, Horváth Dénes, Soltra Elemér. Ugyanebben az évben Salzburgban tanult litográfiát. 1988-ban színdinamikai tervező és szakértő diplomát szerzett a Budapesti Műszaki Egyetemen, mestere dr. Nemcsics Antal volt.
Példaképe nagyapja, id. Ürmös Péter festő munkássága. Képgrafikákat, illusztrációkat, ex libriseket készít környezetvédelmi és irodalmi témákban, melyekben fellelhetőek a hagyománytisztelet, a természetelvű szemlélet és a mai gondolkodás jegyei. Sokszorosíró grafikával is foglalkozik. 1989-ben és 1998-ban Olaszországban járt mint ösztöndíjas. Cikkeit kisgrafikai és színdinamikai periodikák közölték. Az 1990-es évek végén több könyvjegy-, ill. kisgrafikai kiállítás megszervezésén dolgozott (pl. Diskay L.-emlékkiállítás, Országos Széchényi Könyvtár, Budapest; Válogatás s Szíj R.-Kovács R. gyűjteményből, Pápa). 2000 óta a Magyar Képzőművészek és Iparművészek Szövetségének a tagja.

## Díjak, elismerések
- 1991: Kisgrafikai díj, Baku
- 1992: Kisgrafikai díj, Pécs
- 1995: Építéstudományi Egyesület érdemérme

## Egyéni kiállítások
- 1976 • Ságvári Művelődési Ház, Pécs
- 1980 • Jókai Könyvtár, Pápa (kat.)
- 1985 • Városi Könyvtár [id. Ürmös Péterrel], Győr (kat.)
- 1986 • Művelődési Központ [id. Ürmös Péterrel], Szentendre
- 1987 • József Attila Művelődési Központ [id. Ürmös Péterrel]
- 1993 • Jókai Könyvtár [id. Ürmös Péterrel], Pápa
- 1994 • M. Frederikshavn (DK) • Városi Múzeum, Ajka
- 1998 • Bocskai Galéria, Budapest
- 1998 • Art G., Siauliai (Litvánia)
- 1999 • ARTOTÉKA, Budapest
- 2000 • M., Ustroź (PL) [Rácz Rozáliával, Sajtos Gyulával] • Zirci Galéria, Zirc.

## Válogatott csoportos kiállítások
- 1987 • IX. Balatoni Biennálé, Tihany
- 1993 • Grafikai Biennálé, Maastricht (B)
- 1995, 1997, 1999 • VI., VII., VIII. Nemzetközi Kisgrafikai és Ex libris Biennálé, Ostrow Wielkopolski (PL)
- 1996, 1998, 2000 • Grafikai Biennálé, Raciborz (PL)
- 1997, 1999 • I., II. Nemzetközi Miniprint Biennálé, Kolozsvár
- 1997 • Magyar Szalon, Műcsarnok, Budapest
- 1998 • Kisgrafika '98, Újpest Galéria, Budapest
- 1999 • III. Egyiptomi Nyomat Biennálé, Giza • Groteszk. IV. Országos kiállítás, Kaposvár, Győr, Szombathely
- 2000 • Nemzetközi Nyomat Biennálé, Qingdao (Kína) • Magyar Ex libris kiállítás, Frankfurti Könyvvásár, Frankfurt • A Molnár C. Pál Baráti Kör 15 éves jubileumi kiállítása, Budapest

## Köztéri művei
- szekkó (1996, Pápa, Tókerti templom)

## Művek közgyűjteményekben
- Dunántúli Református Gyűjtemény, Pápa
- Ráday Múzeum, Kecskemét